# 1890 في سويسرا
فيما يلي قوائم الأحداث التي وقعت خلال عام 1890 في سويسرا.

## سياسة

### تعيين في المنصب
- 1 ديسمبر – شارل ألبير غوبا عضو المجلس الوطني السويسري.

### انتهاء فترة المنصب
- 30 نوفمبر – شارل ألبير غوبا عضو مجلس الولايات السويسري.

## مواليد

### يناير
- 1 يناير – جاك روبرت[1]

### مارس
- 2 مارس – أوسكار إيق دراج سويسري.[2]
- 6 مارس – فرانز تانك فيزيائي سويسري.[3]

### أغسطس
- 4 أغسطس – تشارلز غويو درّاج طريق سويسري.
- 30 أغسطس – ألفرد برونر[4]

### سبتمبر
- 15 سبتمبر – فرانك مارتن ملحن سويسري.[5]

## وفيات

### يوليو
- 15 يوليو – جوتفريد كيللر (مواليد 1819)[6]